# Serie 313 de Renfe
La serie 313 de Renfe es un conjunto de 50 locomotoras diésel-eléctricas fabricadas por Euskalduna y ALCO (RSD-39) entre 1965 y 1967. Inicialmente la serie fue matriculada como 1300. Remolcaban trenes tanto de viajeros como de mercancías, principalmente en líneas de Andalucía, y en especial en los trayectos de las líneas férreas Linares-Almería y Guadix-Almendricos. Eran, debido a su bajo peso por eje, adecuadas para líneas que no permitían el paso de locomotoras mayores en tonelaje (debido principalmente a los viaductos); así, se encargaban de los pesados trenes de mineral procedentes de las Minas del Marquesado.
Actualmente varias locomotoras han sido adquiridas por empresas de mantenimiento de vía, así como por el ferrocarril Ponferrada-Villablino
Con la desaparición total del vapor en el sur de España esta serie se encargó de la tracción en las líneas Córdoba-Almorchón, Linares-Puente Genil, Murcia-Granada, y Murcia-Alicante. En 1978, comenzaron a ser relevadas en la tracción de los trenes expresos de viajeros. 18 máquinas se vendieron a Portugal (Serie 1320 de CP), otras 17 a la compañía Trenes de Buenos Aires en 1995, la 1316 a la empresa CEBASA en 1995 y tres a la sociedad Minero Siderúrgica de Ponferrada. 
La última máquina en prestar servicio fue la 313-006, apartada en 1997.